# Phaeoisaria bambusae
Phaeoisaria bambusae är en svampart som beskrevs av Höhn. 1909. Phaeoisaria bambusae ingår i släktet Phaeoisaria, divisionen sporsäcksvampar och riket svampar.   Inga underarter finns listade i Catalogue of Life.